# Double Springs
Double Springs è un comune degli Stati Uniti d'America situato nella contea di Winston nello Stato dell'Sweet HomeAlabama.